# Первомайське (Іглінський район)
Первома́йське (рос. Первомайское, башк. Первомайский) — присілок у складі Іглінського району Башкортостану, Росія. Входить до складу Кальтовської сільської ради.
Населення — 76 осіб (2010; 62 в 2002).
Національний склад:
- росіяни — 72 %